# Jeffrey T. Bury
Jeffrey T. Bury (1970) es un geógrafo estadounidense e investigador centrado en las transformaciones naturales y sociales en América Latina causadas por los procesos de globalización.

## Biología
Bury creció en Utah. En 1993, recibió un BA en ciencias políticas por la Universidad de Utah, y un MA en asuntos internacionales por la Universidad Americana en 1995 (con un estudio inicial de la política de captación de carbono). Obtuvo su PhD en geografía por la Universidad de Colorado en Boulder en 2002, defendiedno su tesis con una disertación sobre The Political Ecology of Transnational Mining Corporations and Livelihood Transformation in Cajamarca Perú, supervisado por Anthony Bebbington.
Desde 2003 a 2006, fue profesor asistente en la Universidad Estatal de San Francisco. Desde 2006, lo ha sido en el Departamento de Estudios Ambientales en la Universidad de California en Santa Cruz.
Bury publicó en inglés y en castellano.

## Trabajo académico
Bury ha seguido las interacciones entre los proyectos de minería, sistemas de subsistencia rurales, y los cambios ambientales en los Andes del Perú desde finales de 1990. Durante ese tiempo, el ritmo de la minería ha aumentado, así como la resistencia local a la misma.
También es parte de un gran proyecto de la NSF, "Transformación hidrológica y la resistencia humana al cambio climático en los Andes del Perú."

## Algunas publicaciones
- 2013. Subterranean Struggles: New Dynamics of Mining, Oil, and Gas in Latin America. Eds. Anthony Bebbington, Jeffrey Bury. Publicó Univ. of Texas Press, 361 p. ISBN 0292748647, ISBN 9780292748644

- Bebbington, A.J.; Bury, Jeffrey. 2013. Subterranean Struggles: New Geographies of Extractive Industries in Latin America. Univ. of Texas-Austin Press.

### Capítulos de libros
- 2016. Placing Latin America: Contemporary Themes in Geography. Eds. Edward L. Jackiewicz, Fernando J. Bosco, 3ª ed. ilustrada de Rowman & Littlefield, 270 p. ISBN 1442246839, ISBN 9781442246836

- 2016. Cultures of Energy: Power, Practices, Technologies. Eds. Sarah Strauss, Stephanie Rupp, Thomas Love. Publicó Routledge, 360 p. ISBN 1315430835, ISBN 9781315430836